# Áustria nos Jogos Olímpicos de Verão de 1904
A Áustria competiu nos Jogos Olímpicos de Verão de 1904, em Saint Louis, Estados Unidos. Os resultados de atletas austríacos e húngaros nos primeiros Jogos da Era Moderna são geralmente mantidos separados, apesar da união das duas nações como Império Áustro-Húngaro naquele tempo.
O ginasta austríaco Julius Lenhart ganhou duas medalhas de ouro e uma de prata, fazendo dele o atleta de maior sucesso na história da Áustria nos Jogos Olímpicos. O COI, todavia, credita as suas medalhas aos Estados Unidos em vez da Áustria, uma vez que ele repreentada o clube em que treinava, na Filadélfia.

## Resultados por Evento

### Natação
Natação nos Jogos Olímpicos de Verão de 1904
| Evento                     | Posição | Atleta     | Final        |
| -------------------------- | ------- | ---------- | ------------ |
| 440 jardas livre masculino | 3º      | Otto Wahle | 6:39.0       |
| 800 jardas livre masculino | —       | Otto Wahle | Não terminou |
| 1 milha livre masculino    | 4º      | Otto Wahle | Desconhecido |